# Washed Out
Ernest Weatherly Greene Jr., dit Washed Out, né le 3 octobre 1982 à Perry (Géorgie), est un auteur-compositeur-interprète, musicien et producteur américain.

## Carrière

### Les débuts
Bercé jeune dans le rock et le jazz des années 1960 et 1970 qu'écoutait son père, Ernest Greene effectue ses études à l'Université de Géorgie, où il rencontre Chaz Budnick de Toro Y Moi. Malgré l'obtention d'un diplôme en sciences de l'information et des bibliothèques, il ne trouve pas d'emploi de bibliothécaire et retourne vivre chez ses parents. Il y compose dans sa chambre sur son ordinateur portable, et écrit en parallèle pour le groupe électro Bedroom, originaire de Columbia en Caroline du Sud.
Petit à petit son style s'écarte de ses inspirations hip-hop et rock, et s'oriente vers une pop lancinante, tortueuse, faite de synthétiseurs années 1980 et d'envolées vocales qui évoque Neon Indian ou Memory Cassette (en),,. Il quitte alors son alias d'alors Lee Weather pour celui de Washed Out, un pseudonyme sous lequel ses premières publications sur Myspace ne tardent pas à être repérées, d'abord par divers blogs musicaux, puis bientôt par l'influent magazine Pitchfork.
Il publie ses premiers singles et EPs à la fin de l'été 2009 : High Times et Life of Leisure les 9 et 15 septembre, puis Feel It All Around le 5 octobre et enfin un split avec Small Black (en) paru le 26 janvier 2010. Il entame ensuite une première série de lives qui le conduit jusqu'au Pitchfork Music Festival en juillet 2010. Sa renommée dépasse bien vite le microcosme de la musique électronique, en témoigne le choix de Feel It All Around pour le générique de la série télévisée Portlandia.

### Signature chez Sub Pop
En avril 2011 Greene annonce sa signature sur le label Sub Pop. Trois mois plus tard, le 11 juillet, sort son premier album Within and Without, accompagné des EPs Eyes Be Closed (le 4 juillet) et Amor Fati (le 7 novembre). Produit par Ben Allen, déjà à l’œuvre sur les albums Merriweather Post Pavillion d'Animal Collective, St. Elsewhere de Gnarls Barkley et Halcyon Digest de Deerhunter, Within and Without atteint la 26e place au Billboard 200 américain et la 80e aux UK Albums Chart. Il s'ensuit une longue tournée de promotion, avec notamment un passage en décembre 2011 au festival ATP Nightmare Before Christmas de Minehead en Angleterre, à la demande du groupe Battles qui coorganise l’événement.
En 2012, Washed Out participe à la conception sonore d'un site web promotionnel pour la marque Philips, mais il faut attendre août 2013 pour voir publier son deuxième album Paracosm, toujours produit par Ben Allen chez Sub Pop. Il est accompagné des singles It All Feels Right puis Don't Give Up. Greene y étend sa palette avec l'apport d'une cinquantaine d'instruments différents, à commencer par de vieux claviers Mellotron, Novation et autres.
En 2013, New Theory, tiré de son premier EP Life of Leisure, apparaît en fond sonore d'une scène de fête dans le film The Spectacular Now. Il publie le 15 août de cette année-là le single Pull You Down, toujours sur Sub Pop.

## Discographie

### Singles
- 2009 : Feel It All Around
- 2010 : You'll See It (Small Black Remix)
- 2011 : Eyes Be Closed
- 2011 : Amor Fati
- 2011 : Eyes Be Closed
- 2012 : A Dedication
- 2013 : It All Feels Right
- 2013 : Don't Give Up
- 2013 : All I Know
- 2014 : Weightless
- 2017 : Get Lost
- 2017 : Hard To Say Goodbye
- 2018 : Face Up
- 2020 : Time To Walk Away
- 2020 : Paralysed